# DnaX
DnaX је ген који кодира τ и γ подјединице постављача  ДНК стеге код прокариота. Еукариотски еквивалент постављача ДНК дисциплине је репликациони фактор C, који је кодира генима RFC1, RFC2, RFC3, RFC4, i RFC5.